# О’Нилл, Джейми (снукерист)
Дже́йми О’Нилл (англ. Jamie O'Neill; род. 19 августа 1986 года) — английский профессиональный игрок в снукер. Проживает в английском городе Веллингборо.

## Карьера
Стал профессионалом в 2007 году после того, как занял 6-е место в рейтинге PIOS. Затем он выбыл из мэйн-тура из-за плохих результатов на турнирах, но вернулся на один сезон в 2010: он закончил выступление в серии PIOS на 5-м месте, давшем право снова занять место в мэйн-туре. По итогам сезона 2010/11 О’Нилл снова выбыл из тура.
В 2003 году Джейми выиграл чемпионат Европы среди игроков до 19 лет, а в 2006-м — English Open.